# Wildenkees
Das Wildenkees ist ein Gletscher im Gschlößkamm im Bezirk Lienz (Osttirol). Es befindet sich südöstlich des Wildenkogels.
Beim Wildenkees handelt es sich um einen Kargletscher, der östlich der Wildenkogelscharte (2858 m ü. A.) zwischen dem Wildenkogel (3021 m ü. A.) im Norden und dem Schnitzkogel im Süden liegt. Anfang der 1870er Jahre füllte der Wildenkees noch das gesamte Gletscherkar oberhalb von rund 2600 Metern Höhe aus, während der vom Wildenkees geschaffene Wildensee (2515 m ü. A.) eisfrei war. Im Zuge des Gletscherschwundes seit der Mitte des 19. Jahrhunderts sind vom Wildenkees nur noch Reste vorhanden, wobei sich im Zuge des Rückzugs des Gletschers in rund 2700 Metern Höhe ein weiterer Gletschersee gebildet hat.

## Einzelnachweise

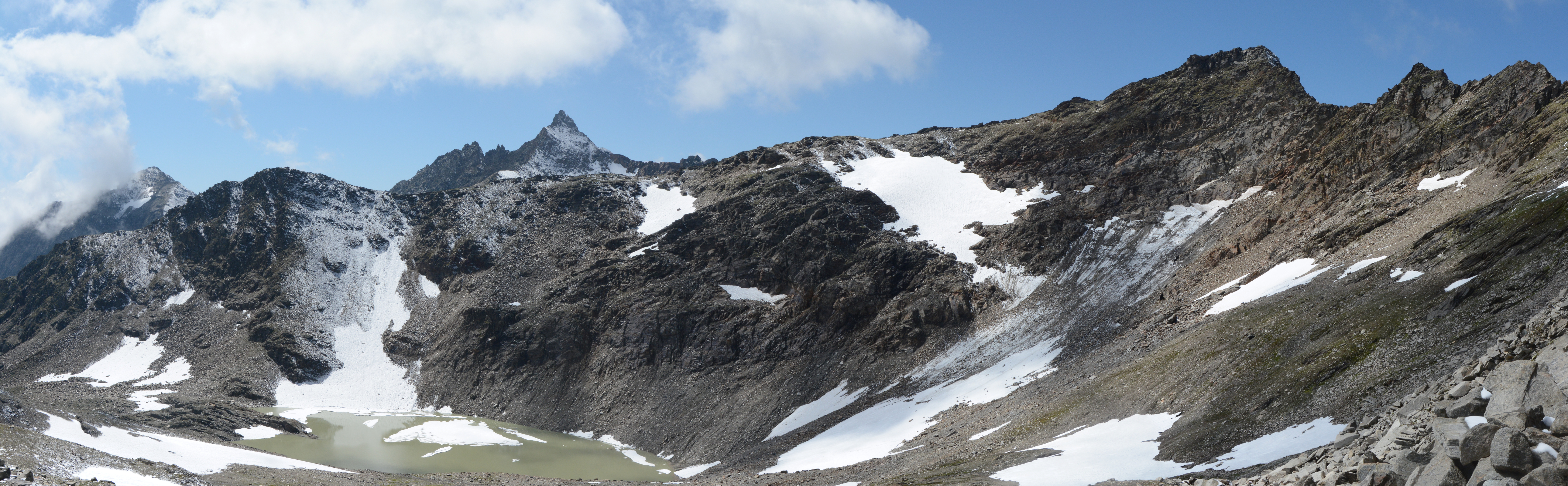
Wildenkees Panorama